# (12426) Racquetball
(12426) Racquetball (1995 VL2) – planetoida z pasa głównego asteroid okrążająca Słońce w ciągu 3,63 lat w średniej odległości 2,36 j.a. Odkryta 14 listopada 1995 roku.